# Luật im lặng (tiểu thuyết)
Luật im lặng (Omertà) là tiểu thuyết sáng tác bởi Mario Puzo (tác giả của tiểu thuyết Bố già), được xuất bản năm 2000 sau khi tác giả qua đời bởi Ballantine Books. Tiểu thuyết kể về cuộc phiêu lưu của chàng thanh niên Astorre Viola, cháu nuôi của Trùm mafia Raymond Aprile, trong thế giới xã hội đen của Mafia Mỹ và Ý.

## Thông tin về tác phẩm
Bản thảo của Luật im lặng được tác giả Mario Puzo hoàn thành trước khi mất, nhưng tác phẩm chỉ được xuất bản sau khi ông qua đời. Tác phẩm nhận được nhiều khen chê khác nhau từ giới bình phẩm. R.Z. Sheppard ca ngợi tác phẩm có nhiều khúc quanh và diễn biến kịch tính, có chiều sâu và khéo léo. Tuy nhiên cộng sự Jules Siegel phê bình rằng tiểu thuyết không hay và liệu người như Mario Puzo có thật sự hoàn thành loại tác phẩm như vậy không. Michiko Kakutani phê bình rằng trong tác phẩm này Mario Puzo viết không hay như các tác phẩm kinh điển của ông.
Luật im lặng đã được dịch giả Lương Lê Giang dịch sang tiếng Việt và xuất bản ở Việt Nam bởi NXB Đông A.

## Tóm tắt nội dung
Tại làng Castellammare del Golfo ở Sicilia, Ý, Ông Trùm Vicenzo Zeno tám mươi tuổi đang hấp hối, bên cạnh là 3 người bạn thân tín là Trùm Raymonde Aprile, Trùm Octavio Bianco và Trùm Benito Craxxi. Trùm Zeno gửi gắm thằng con trai hai tuổi Astorre cho Trùm Aprile coi giữ, hy vọng có thể nuôi dạy Astorre thành người có phẩm chất của một mafioso chính thống, nhưng lớn lên trong môi trường an toàn.
Trùm Raymond Aprile là một thủ lĩnh mafia khét tiếng tại New York. Lão không muốn ba đứa con ruột dính dáng đến làm ăn phi pháp như mình vì vậy đã gửi chúng đến ở hẳn các trường nội trú và chỉ gặp con cái lúc nghỉ lễ. Cậu cả Valerius là đại tá quân đội Mỹ, đã lập gia đình. Cậu hai Marcatonio làm trưởng ban điều hành một mạng lưới truyền hình cấp quốc gia. Cô út Nicole là luật sư, hoạt động trong phong trào nữ quyền và chống lại án tử hình. Astorre được xem như là cháu nuôi trong nhà, được Trùm Aprile yêu thương hết mực và được ông chọn làm người bảo vệ cho gia đình nếu Ông Trùm chết đi.
Hồi còn nhỏ, Astorre từng được Trùm Aprile dẫn về chơi tại biệt thự của lão ở vùng thôn quê Sicilia. Khi hai bác cháu đang tản bộ trong làng thì bị tay chân của Fissolini, thủ lĩnh mafia tại Cinesi bắt cóc để đòi tiền chuộc. Fissolini đối xử với hai bác cháu rất tử tế và cho thả Astorre về để báo tin, nhưng cậu cương quyết ở lại bên Aprile. Ngay ngày hôm sau, cả băng Fissolini bị Trùm Octavio Bianco bắt được đem trói lại hết. Trùm Aprile muốn xử chết cả đám, nhưng Astorre cầu xin nên quyết định tha mạng. Fissolini và phe đảng trở thành thuộc hạ của Trùm Aprile.
Astorre lên 16 tuổi và có quan hệ yêu đương với Nicole, lớn hơn anh 2 tuổi. Trùm Aprile biết chuyện liền cho Astorre đến Luân Đôn để chia cắt 2 người. Nicole buồn đến mức giam mình trong phòng mấy tuần liền. Ở Luân Đôn Astorre sống tại nhà của chủ nhà băng Pryor, bạn của Trùm Aprile, được 1 năm, sau đó đến Sicilia làm việc dưới trướng của Trùm Bianco. Anh gặp và yêu một cô gái địa phương là Rosie, nhưng rồi phát hiện ra Rosie lừa dối mình. Sống ở Sicilia 10 năm thì Astorre về New York. Trùm Aprile quyết định nghỉ hưu, thanh toán hết các mối làm ăn bất chính, chỉ giữ lại 10 ngân hàng hoạt động hoàn toàn hợp pháp. Aprile cặn dặn Astorre là tuyệt đối không được bán các ngân hàng này dù có chuyện gì xẩy ra. Sau đó lão viết di chúc để cho Astorre 51% cổ phần ngân hàng, còn lại chia cho 3 đứa con ruột. Ông Trùm còn giúp Astorre mở công ty nhập khẩu mì ống.
Cậu cả Valerius mời cả nhà đến dự buổi lễ nhà thờ cho thằng con trai mười hai tuổi tại New York. Tại buổi lễ Trùm Aprile bị bọn sát thủ mai phục bắn chết. Không có ai đứng ra điều tra vụ án. Timmona Portella, trùm mafia có thế lực còn sót lại ở New York, cùng một số kẻ khác muốn thừa cơ mua lại 10 ngân hàng của nhà Aprile để làm cơ sở rửa tiền bẩn cho Portella. Tuy nhiên Astorre, nắm giữ 51% cổ phần, căn cứ theo lời dặn của Ông Trùm quá cố, nhất quyết từ chối. Ba đứa con ruột của Aprile sợ rằng Astorre không quản lý nổi cơ nghiệp và sợ Astorre gặp nguy hiểm nên nằng nặc đòi bán ngân hàng. Các thân tín cũ của Aprile cũng khuyên anh bán đứt để tránh tai hoạ. Sau đó người ta hiểu ra ý muốn của Trùm Aprile là dùng 10 ngân hàng này làm phương tiện bảo đảm tương lai cho con cháu, và Astorre không phải là người ngây thơ yếu đuối như họ tưởng.
Trong thời gian này một mặt Astorre quản lý cơ nghiệp của bác nuôi, mặt khác truy lùng bằng hết những kẻ ám hại Trùm Aprile và âm mưu cướp đoạt ngân hàng, từ hai thằng sát thủ bắn chết Ông Trùm đến kẻ chủ mưu và bọn đồng phạm. Cả bọn đều bị xử lý sạch sẽ, kín kẽ, không gây chú ý cho cơ quan chức năng.
Ít lâu sau, Nicole được cử làm quản lý của các nhà băng của gia tộc. Valerius và Marcatonio làm một bộ phim nói về cuộc đời của ông Trùm Aprile dựa trên các hồ sơ của cảnh sát, với Astorre làm cố vấn cho phim. Trùm Bianco và Trùm Craxxi kể cho Astorre về thân thế thật của anh, cũng như "tài sản" mà Trùm Zeno để lại cho anh là ngôi làng Castellammare del Golfo. Astorre về sống hẳn ở nguyên quán Sicilia, kết hôn với Rosie, sinh đứa con trai đặt tên là Raymonde Zeno theo bố ruột và bác nuôi của anh. Astorre dự tính rằng trong tương lai sẽ mang con đến Mỹ.